# FUTURE KISS
『FUTURE KISS』（フューチャー・キス）は、2010年11月17日発売の倉木麻衣の9作目のオリジナルアルバム。

## 解説
オリジナルアルバムとして、前作『touch Me!』から約1年10ヶ月ぶりのリリースとなる。通常盤と初回限定盤の2形態が発売された。
当初リリース日は2010年10月20日であったが制作の都合上約1ヶ月遅らされることとなった。それに伴い、特典CDとライナーノーツの封入が発表された。通常盤と初回限定盤、共通の特典として『10th Anniversary Mai Kuraki Live Tour 2009 "BEST" HAPPY HAPPY HALLOWEEN LIVE』で初披露された「boyfriend」を収録した別ディスクと、ライナーノーツが封入。初回限定盤付属の特典DVDには、2010年の倉木麻衣が2020年の倉木麻衣に向けて送るタイムカプセルムービー（インタビュー映像）を収録。
アルバムのコンセプトは「涙のあとの希望」。「失恋などの辛い場面にぶつかった時は、夢や自分の未来像を持つ事が大切」というメッセージが歌われている。告知ポスターやテレビCM等で「まいにち未来にキスしてる。」というキャッチコピーが使用された。
CDには、シングル曲「Revive」、「Beautiful」、「Drive me crazy」、「SUMMER TIME GONE」、ベストアルバム『ALL MY BEST』からの「わたしの、しらない、わたし。」、シングルのカップリング曲にあたる「wana」、「anywhere」の7曲と新曲6曲を加えた合計13曲を収録。
「I scream!」、「sound of rain」では、作曲家にdoaの徳永暁人が「夢が咲く春」以来約2年半ぶりに起用された。「Tomorrow is the last Time」は、「SUMMER TIME GONE」以来13度目の『名探偵コナン』とのタイアップ曲。エンディングテーマとしては「白い雪」以来約4年振り、5度目のタイアップとなった。

## 楽曲解説
1. FUTURE KISS
2. wana
32ndシングル「Beautiful」のカップリング曲
3. Revive
31stシングル「PUZZLE/Revive」の2曲目
読売テレビ・日本テレビ系全国ネットアニメ『名探偵コナン』オープニングテーマ
4. わたしの、しらない、わたし。 〜precious ver.〜
ベストアルバム『ALL MY BEST』収録曲の別バージョン
KOSE『エスプリーク プレシャス』CMソング
日本テレビ系『スッキリ!!』9月度テーマソング
5. SUMMER TIME GONE
34thシングル
KOSE『エスプリーク プレシャス』CMソング
読売テレビ・日本テレビ系全国ネットアニメ『名探偵コナン』オープニングテーマ
6. I scream!
7. Drive me crazy
33rdシングル「永遠より ながく/Drive me crazy」の2曲目
日本テレビ『HEROES シーズン3』テーマソング
8. I can do it now
NHK語学番組『リトル・チャロ2』主題歌
メロディアスなイントロで始まるキャッチーなナンバー。
9. Beautiful 〜comfortable ver.〜
32ndシングルの別バージョン
KOSE COSMEPORT『サロンスタイル』CMソング
日本テレビ系『スッキリ!!』6月度テーマソング
10. I promise
11. sound of rain
ピアノとヴォーカルのシンプルなスタイルで始まるバラード。
12. Tomorrow is the last Time
読売テレビ・日本テレビ系全国ネットアニメ『名探偵コナン』エンディングテーマ
13. anywhere
34thシングル「SUMMER TIME GONE」のカップリング曲
『航空100年』イメージソング

## 収録曲

### CD
| 全作詞: 倉木麻衣。 |                                                    |           |                        |                        |      |
| #                  | タイトル                                           | 作詞      | 作曲                   | 編曲                   | 時間 |
| 1.                 | 「FUTURE KISS」                                    | 倉木麻衣  | 望月由絵・平賀貴大     | 小澤正澄               | 3:50 |
| 2.                 | 「wana」                                           | 倉木麻衣  | Silver Stream          | Silver Stream          | 3:24 |
| 3.                 | 「Revive」                                         | 倉木麻衣  | 大野愛果               | Miguel Sá Pessoa       | 4:40 |
| 4.                 | 「わたしの、しらない、わたし。 〜precious ver.〜」 | 倉木麻衣  | 望月由絵               | 池田大介               | 4:20 |
| 5.                 | 「SUMMER TIME GONE」                               | 倉木麻衣  | 大野愛果               | 葉山たけし             | 4:16 |
| 6.                 | 「I scream!」                                      | 倉木麻衣  | 徳永暁人               | 徳永暁人               | 3:30 |
| 7.                 | 「Drive me crazy」                                 | 倉木麻衣  | Silver Stream          | Silver Stream          | 4:00 |
| 8.                 | 「I can do it now」                                | 倉木麻衣  | 内池秀和               | 池田大介               | 3:11 |
| 9.                 | 「Beautiful 〜comfortable ver.〜」                 | 倉木麻衣  | Song Yang Ha           | Song Yang Ha           | 3:56 |
| 10.                | 「I Promise」                                      | 倉木麻衣  | 大野愛果               | 岡本仁志               | 4:46 |
| 11.                | 「sound of rain」                                  | 倉木麻衣  | 徳永暁人               | 徳永暁人               | 4:06 |
| 12.                | 「Tomorrow is the last Time」                      | 倉木麻衣  | 大野愛果               | 葉山たけし             | 3:59 |
| 13.                | 「anywhere」                                       | 倉木麻衣  | Jon Carin・Perry Geyer | Jon Carin・Perry Geyer | 4:59 |
| 合計時間:          | 合計時間:                                          | 合計時間: | 合計時間:              | 52:57                  |      |

### 特典CD
| #         | タイトル                                               | 作詞 | 作曲・編曲 | 時間 |
| --------- | ------------------------------------------------------ | ---- | ---------- | ---- |
| 1.        | 「boyfriend」(KOSE『エスプリーク プレシャス』CMソング) |      |            | 3:48 |
| 合計時間: | 合計時間:                                              | 3:48 |            |      |

### DVD
| #  | タイトル                          | 作詞 | 作曲・編曲 |
| -- | --------------------------------- | ---- | ---------- |
| 1. | 「Mai Kuraki Time Capsule Movie」 |      |            |

## プロモーション活動

### テレビ出演
- MUSIC FAIR（2010年10月30日放送、フジテレビ）
- 新堂本兄弟（2010年11月7日放送、フジテレビ）
- SMAP×SMAP（2010年11月15日放送、関西テレビ・フジテレビ）
- 僕らの音楽（2010年11月19日放送、フジテレビ）
- ひみつの嵐ちゃん!（2010年11月25日放送、TBS）
- MUSIC JAPAN（2010年11月28日放送、NHK）
- 2010 FNS歌謡祭（2010年12月4日放送、フジテレビ）
- Music Lovers（2010年12月12日放送、日本テレビ）

※地上波のみ

### ラジオ出演
- ON8、（2010年11月9日放送、bayfm）
- 倉木麻衣のオールナイトニッポン 、（2010年11月17日放送、ニッポン放送）
- アサヒビール presents MUSIC FLAG、（2010年11月21日放送、TOKYO FM）

### リリースイベント
- ミニライブ&ミニトークイベント（2010年11月20日、東京・ラゾーナ川崎ルーファ広場グランドステージ）
  - 参加者には「FUTURE KISS ORIGINAL LETTER SET」が配布された。